# Rosebud (Australië)
Rosebud is een kustplaats nabij Melbourne, Victoria, Australië. De plaats ligt 75 km ten zuiden van het centrum van Melbourne. Rosebud telt 11.176 inwoners (2006).
Rosebud ligt aan de baai Port Phillip.